# Guy Evéquoz
Guy Evéquoz (ur. 20 kwietnia 1952 w Sionie) – szwajcarski szpadzista, srebrny medalista igrzysk olimpijskich i mistrzostw świata.
Na igrzyskach olimpijskich w Monachium w 1972 roku Szwajcarzy w składzie: Guy Evéquoz, Daniel Giger, Christian Kauter, Peter Lötscher i François Suchanecki zdobyli srebrny medal, po porażce z reprezentacją Węgier w pojedynku finałowym. Był to jego jedyny start olimpijski.
Podczas mistrzostw świata w Buenos Aires w 1977 roku wspólnie z Gigerem, Kauterem, Suchaneckim i Patrice’em Gaille’em zdobył drużynowo srebrny medal.
Jego ojciec, Michel Evéquoz, brat Jean-Blaise oraz córka Éléonore także byli szermierzami.